# Волгодонской
Волгодонской — посёлок в Калачёвском районе Волгоградской области России. Административный центр Советского сельского поселения.

## История
Посёлок возник в результате строительства Волго-Донского канала из населенного пункта при разъезде Кривомузгинском и был зарегистрирован согласно Решению Сталинградского облисполкома от 7 мая 1953 года № 16/1021.

## География
Посёлок находится в южной части Волгоградской области, на южном берегу Карповского водохранилища, на расстоянии примерно 9 километров (по прямой) к востоку-юго-востоку (ESE) от города Калач-на-Дону, административного центра района. Абсолютная высота — 49 метров над уровнем моря.

Климат классифицируется как влажный континентальный с тёплым летом (согласно классификации климатов Кёппена — Dfa). Среднегодовая температура воздуха положительная и составляет + 8,6 °C. Средняя температура самого холодного января −6,9 °С, самого жаркого месяца июля +24,2 °С. Расчётная многолетняя норма осадков — 374 мм. В течение года количество осадков распределено относительно равномерно: наименьшее количество осадков выпадает в марте (23 мм), наибольшее количество — в июнь (39 мм).
Часовой пояс
Посёлок Волгодонской, как и вся Волгоградская область, находится в часовой зоне МСК (московское время). Смещение применяемого времени относительно UTC составляет +3:00.

## Население
| 2010 |
| ---- |
| 1272 |

Гендерный состав
По данным Всероссийской переписи населения 2010 года в гендерной структуре населения мужчины составляли 45,3 %, женщины — соответственно 54,7 %.
Национальный состав
Согласно результатам переписи 2002 года, в национальной структуре населения русские составляли 89 %.

### Известные жители
- Давыдов, Денис Александрович (р. 1989) — заместитель председателя Правительства Ставропольского края (2022), председатель Молодой гвардии Единой России (2014—2021).

## Инфраструктура
В Волгодонском функционируют средняя школа, детский сад, сельский дом культуры, библиотека, фельдшерско-акушерский пункт и отделение Почты России. Действует станция Приволжской железной дороги.

## Улицы
Уличная сеть посёлка состоит из двенадцати улиц и одного переулка.